# García IV Ramírez di Navarra
García Ramírez detto il Restauratore (García in spagnolo, galiziano e asturiano; Garcia in catalano e portoghese; Gartzia in basco; Garzia in aragonese; Garsia in latino) (1105 circa – Estella, 25 novembre 1150) dal 1116 fu signore di Monzón e Logroño e poi divenne re di Pamplona (1134-1150). Fu il primo re che abbandonando il titolo di Re di Pamplona cominciò a farsi chiamare re di Navarra.

## Origine
García, secondo le "Corónicas" Navarras, era figlio del signore di Monzón, Ramiro Sanchez e di Cristina Diaz di Bivar, figlia del Cid Campeador ('ifant don Romiro ovo en su muiller la filla de meo Cid al rey don Garcia de Navarra)

Ramiro Sanchez, come riporta la Crónica Latina de los reyes de Castilla, era figlio del signore di Uncastillo e Sangüesa, Sancho Garcés di Navarra e della moglie, Costanza Sánchez, come conferma il documento n° 40 del Cartulario de Albelda (Infante domno Santio et uxor eius domna Contanza), figlia del signore di Marañon e della moglie Velasquita (secondo fonti recenti, Costanza sarebbe stata figlia, anziché di Velasquita, della regina Stefania di Foix, moglie di García III, quindi sorellastra, ma non consanguinea del marito).

I regni di Navarra e Aragona, alla morte del re Alfonso I il Battagliero

## Biografia
Garcia succedette al padre, nel 1116, come signore di Monzón e Logroño.
Verso il 1130, García sposò Margherita de l'Aigle (?-25 maggio 1141), figlia di Gibert de l'Aigle e Giuliana di Perche; il matrimonio viene confermato da un documento della cattedrale di Pamplona, datato 1135, in cui Garcia cita margherita come sua moglie (Garsias Ranimiriz.....uxoris mee Margarite regina), non consultato.
Nel 1134 Garcia fu all'assedio di Fraga posto da Alfonso I il Battagliero, con soltanto 500 cavalieri, dove il 17 luglio, come riporta lo storico Rafael Altamira, subì una sconfitta, e, dove secondo il Diccionario biográfico español, Real Academia de la Historia, aiutò Alfonso I a fuggire.
Pochi mesi dopo, sempre nel 1134, alla morte di Alfonso I il Battagliero, che nel testamento redatto durante l'assedio di Bayonne, nel 1131, aveva lasciato i suoi regni all'Ordine del Tempio del Santo Sepolcro, i nobili aragonesi e navarresi rifiutarono di adempiere alle volontà testamentarie e, mentre i nobili aragonesi, riuniti a Jaca, rifiutarono di adempiere alle volontà testamentarie e riconobbero come re d'Aragona, Ramiro il Monaco, che, pur essendo vescovo di Roda e Barbastro, accettò e quindi successe sul trono di Aragona al fratello, Alfonso I, i nobili navarresi, come riporta la Historia de la Navarra (in particolare, "Don Sancho de la Rosa, vescovo di Pamplona, di Ladron figlio di Ennego Veliz, di Guglielmo Aznariz Doteiça, di Exemen Aznarez de Torres…e Don Fernan Enneguer Delet") riconobbero García come re, in quanto discendente dagli ultimi due re di Navarra (García III era suo nonno e Sancho IV era suo zio), prima dell'unificazione con il regno d'Aragona; quindi García succedette ad Alfonso I sul trono di Navarra e Ramiro II il Monaco non ebbe la forza di opporsi e firmò il patto Vadaluongo, località vicino a Sangüesa, nel gennaio del 1135.
Nel 1137, accordatosi con il conte del Portogallo, Alfonso Henriquez, entrambi attaccarono contemporaneamente in Castiglia ed in Galizia; il re di León e Castiglia Alfonso VII si rivolse prima contro la Navarra, sconfisse García che dovette fare atto di vassallaggio e poi si mosse verso la Galizia che nel frattempo era stata abbandonata dai portoghesi che corsero al sud della loro contea perché attaccati dai Mori, che li sconfissero a Tomar.
Tra il 1139 ed il 1140 a Carrión de los Condes fu stipulato un trattato tra Alfonso VII ed il principe d'Aragona e conte di Barcellona Raimondo Berengario IV, che fissava i confini tra Castiglia ed Aragona e li impegnava in una guerra di conquista contro la Navarra; dopo una prima sconfitta, García, confermandosi suo vassallo e con impegno matrimoniale per i propri figli, Bianca di Navarra e Sancho di Castiglia, firmò, nel 1140, a Tudela, una pace separata con Alfonso VII, dove Garcia IV che si confermava suo vassallo.
Nel 1141 García IV rimase vedovo, come riporta il documento n° 315 del Libro della Regola del monastero di Leire (non consultato).
Nel 1144 García IV, a León, il 13 giugno, come riporta la Chronica Adefonsi Imperatoris, sposò Urraca Alfonso di Castiglia, detta l'Asturiana, che come riporta la Chronica Adefonsi Imperatoris era figlia illegittima del re di León e Castiglia Alfonso VII l'Imperatore e dell'amante Gontroda Pérez.

Con questo matrimonio tutte le monarchie cristiane della penisola erano imparentate tra loro.
A seguito di questa unione García IV si riconobbe vassallo d'Alfonso VII l'Imperatore ed aiutò il re di Castiglia nella Reconquista, partecipando al suo fianco, nel 1147, alla campagna d'Almería.
Nel 1149 firmò un trattato di pace con il conte di Barcellona Raimondo Berengario IV, che impegnava Raimondo Berengario IV (già promesso però a Petronilla di Aragona), a sposare Bianca, la figlia di García IV; molto probabilmente, Raimondo Berengario non aveva intenzione di sposarsi, ma voleva la pace con la Navarra per poter combattere contro al-Andalus; infatti, nell'estate del 1150 sposò Petronilla.
García IV morì poco dopo; secondo le Crónicas navarras García IV morì il 25 novembre del 1150 a Lorca (Anno Domini MCL, VI Kalendas December obiit bone memorie Garssias rex Pampilonensis apud Loricam), nei pressi di Estella; fu tumulato a Pamplona, nella cattedrale di Santa Maria.
Gli succedette il figlio primogenito, Sancho VI il Saggio, come riporta La web de las biografias.
Dopo la morte di Garcia IV, nel 1150 Urraca si ritirò presso la famiglia di origine di sua madre, nelle Asturie. 

Verso il 1160 (prima del 1163), come riporta il Diccionario biográfico español, Real Academia de la Historia si sposò in seconde nozze con il governatore delle Asturie, anche lui rimasto vedovo, il futuro alfiere del re di León, Ferdinando II, Alvaro Rodriguez de Castro (?-dopo il novembre 1187), figlio di Rodrigo Fernandez de Castro.

## Discendenza
García ebbe un figlio e due figlie da Margherita di Aigle e una figlia da Urraca..

Da Margherita ebbe:
- Sancho VI il Saggio (1132-1194), re di Navarra, sposò Sancha, figlia del re di León e Castiglia, Alfonso VII l'Imperatore e di Berenguela di Barcellona, come riportano gli Anales Toledanos (la Reyna de Navarra, filla del Emperador)[28]
- Bianca di Navarra (1137-1156), sposò, nel 1151, l'erede del trono di Castiglia, Sancho, come risulta dal documento n° 4190 del Recueil des chartes de l'abbaye de Cluny. Tome 5 (Rex Sancius…domni Adefonsi imperatoris Hyspanie filius....pro remedio…mulieris mee…regine domne Blanche quam in Jagarensi ecclesia sepelire feci)[29].
- Margherita di Navarra (?-1182), sposò, nel 1150, l'erede al trono di Sicilia, Guglielmo detto il Malo, come confermano i Romoaldi Annales (Rex autem Guillelmus....Margaritam filiam Garsie regis Navarre duxit uxorem)[30].

Da Urraca:
- Sancha di Navarra (1148-1176), sposò in prime nozze, nel 1165, Gastone V (?-1170), visconte di Béarn e, in seconde nozze, nel 1173, il conte Pedro Manrique de Lara (?-1202), II Signore de Molina e Mesa, XIII visconte di Narbona[31].

Da un'amante di cui non si conoscono né il nome né gli ascendenti:
- Rodrigo, che in Sicilia si faceva chiamare Enrico (n. ?- m. dopo il 1172), conte di Montescaglioso. Secondo un'insinuazione non confermata del solo Ugo Falcando, non fu riconosciuto dal padre perché sospettato di essere il frutto di una relazione adulterina di Margherita di Aigle[32]. Dopo la morte del cognato, il re di Sicilia Guglielmo I[30] detto il Malo, nel 1166, lasciò la penisola iberica e chiamato dalla sorella, Margherita di Navarra, si recò in Sicilia, dove entrò nel consiglio di reggenza del nuovo re di Sicilia, Guglielmo II, ancora minorenne. Nel 1167, Rodrigo, che in Sicilia si faceva chiamare Enrico, sposò una delle figlie illegittime del primo re di Sicilia, Ruggero II; nel 1168, dalla sorella, fu nominato conte di Montescaglioso[30] e, alla fine di quello stesso anno, si ritirò a vivere nel proprio feudo.

## Ascendenza
|                              |              |                     | Genitori              |  |  | Nonni |  |  | Bisnonni          |  |  | Trisnonni       |  |
|                              |              |                     |                       |  |  |       |  |  | García II Jiménez |  |  | Jimeno I Garcés |  |
|                              |              |                     |                       |  |  |       |  |  | García II Jiménez |  |  | Jimeno I Garcés |  |
|                              |              | …                   |                       |  |  |       |  |  | García II Jiménez |  |  |                 |  |
| Sancho Garcés di Navarra     |              |                     |                       |  |  |       |  |  | García II Jiménez |  |  |                 |  |
|                              |              | Dadildis di Pallars | …                     |  |  |       |  |  |                   |  |  |                 |  |
|                              |              | Dadildis di Pallars | …                     |  |  |       |  |  |                   |  |  |                 |  |
|                              |              | Dadildis di Pallars | …                     |  |  |       |  |  |                   |  |  |                 |  |
| Ramiro Sánchez di Monzón     |              | Dadildis di Pallars |                       |  |  |       |  |  |                   |  |  |                 |  |
|                              |              | Aznar Sánchez       | Sancho I di Guascogna |  |  |       |  |  |                   |  |  |                 |  |
|                              |              | Aznar Sánchez       | Sancho I di Guascogna |  |  |       |  |  |                   |  |  |                 |  |
|                              |              | Aznar Sánchez       | …                     |  |  |       |  |  |                   |  |  |                 |  |
| Toda di Navarra              |              | Aznar Sánchez       |                       |  |  |       |  |  |                   |  |  |                 |  |
|                              |              | Oneca Fortúnez      | Fortunato Garcés      |  |  |       |  |  |                   |  |  |                 |  |
|                              |              | Oneca Fortúnez      | Fortunato Garcés      |  |  |       |  |  |                   |  |  |                 |  |
|                              |              | Oneca Fortúnez      | Oria                  |  |  |       |  |  |                   |  |  |                 |  |
| García IV Ramírez di Navarra |              | Oneca Fortúnez      |                       |  |  |       |  |  |                   |  |  |                 |  |
|                              | Diego Laínez | …                   |                       |  |  |       |  |  |                   |  |  |                 |  |
|                              | Diego Laínez | …                   |                       |  |  |       |  |  |                   |  |  |                 |  |
|                              | Diego Laínez | …                   |                       |  |  |       |  |  |                   |  |  |                 |  |
| El Cid                       | Diego Laínez |                     |                       |  |  |       |  |  |                   |  |  |                 |  |
|                              |              | Teresa Rodríguez    | …                     |  |  |       |  |  |                   |  |  |                 |  |
|                              |              | Teresa Rodríguez    | …                     |  |  |       |  |  |                   |  |  |                 |  |
|                              |              | Teresa Rodríguez    | …                     |  |  |       |  |  |                   |  |  |                 |  |
| Cristina Rodríguez           |              | Teresa Rodríguez    |                       |  |  |       |  |  |                   |  |  |                 |  |
|                              |              | Diego Fernández     | …                     |  |  |       |  |  |                   |  |  |                 |  |
|                              |              | Diego Fernández     | …                     |  |  |       |  |  |                   |  |  |                 |  |
|                              |              | Diego Fernández     | …                     |  |  |       |  |  |                   |  |  |                 |  |
| Jimena Díaz                  |              | Diego Fernández     |                       |  |  |       |  |  |                   |  |  |                 |  |
|                              |              | Cristina Fernández  | …                     |  |  |       |  |  |                   |  |  |                 |  |
|                              |              | Cristina Fernández  | …                     |  |  |       |  |  |                   |  |  |                 |  |
|                              |              | Cristina Fernández  | …                     |  |  |       |  |  |                   |  |  |                 |  |
|                              |              | Cristina Fernández  |                       |  |  |       |  |  |                   |  |  |                 |  |

### Fonti primarie
- (LA)  #ES Cartulario de Albelda.
- (LA)  Monumenta Germaniae Historica, Scriptores, Tomus XVIIII.
- (LA)  #ES Cartulario de Albelda Archiviato il 16 dicembre 2023 in Internet Archive..
- (LA)  Crónica Latina de los reyes de Castilla
- (LA)  #ES "Corónicas" Navarras
- (LA)  #ES España sagrada, Volume 23.
- (LA)  Recueil des chartes de l'abbaye de Cluny. Tome 5.

### Letteratura storiografica
- Rafael Altamira, La Spagna (1031-1248), in «Storia del mondo medievale», vol. V, 1999, pp. 865–896
- Edgar Prestage, Il Portogallo nel medioevo, in «Storia del mondo medievale», vol. VII, 1999, pp. 576–610
- (ES) Jesús María Usunáriz Garayoa, Historia Breve De Navarra, Silex Ediciones, 2006, ISBN 978-84-7737-147-2.
- (ES)  #ES Historia de la Navarra
- (EN)  Chronica Adefonsi Imperatoris
- (FR)  LA VASCONIE.